# McCartney III Imagined
McCartney III Imagined ist nach Twin Freaks das zweite Remixalbum von Paul McCartney. Es ist einschließlich der Wings-Alben, der Fireman-Alben, der klassischen Alben, der Livealben und Kompilationsalben das 50. Album von Paul McCartney nach der Trennung der Beatles. Es wurde am 16. April 2021 in digitaler Form veröffentlicht. Eine physische Veröffentlichung erfolgte am 23. Juli 2021.

## Entstehung

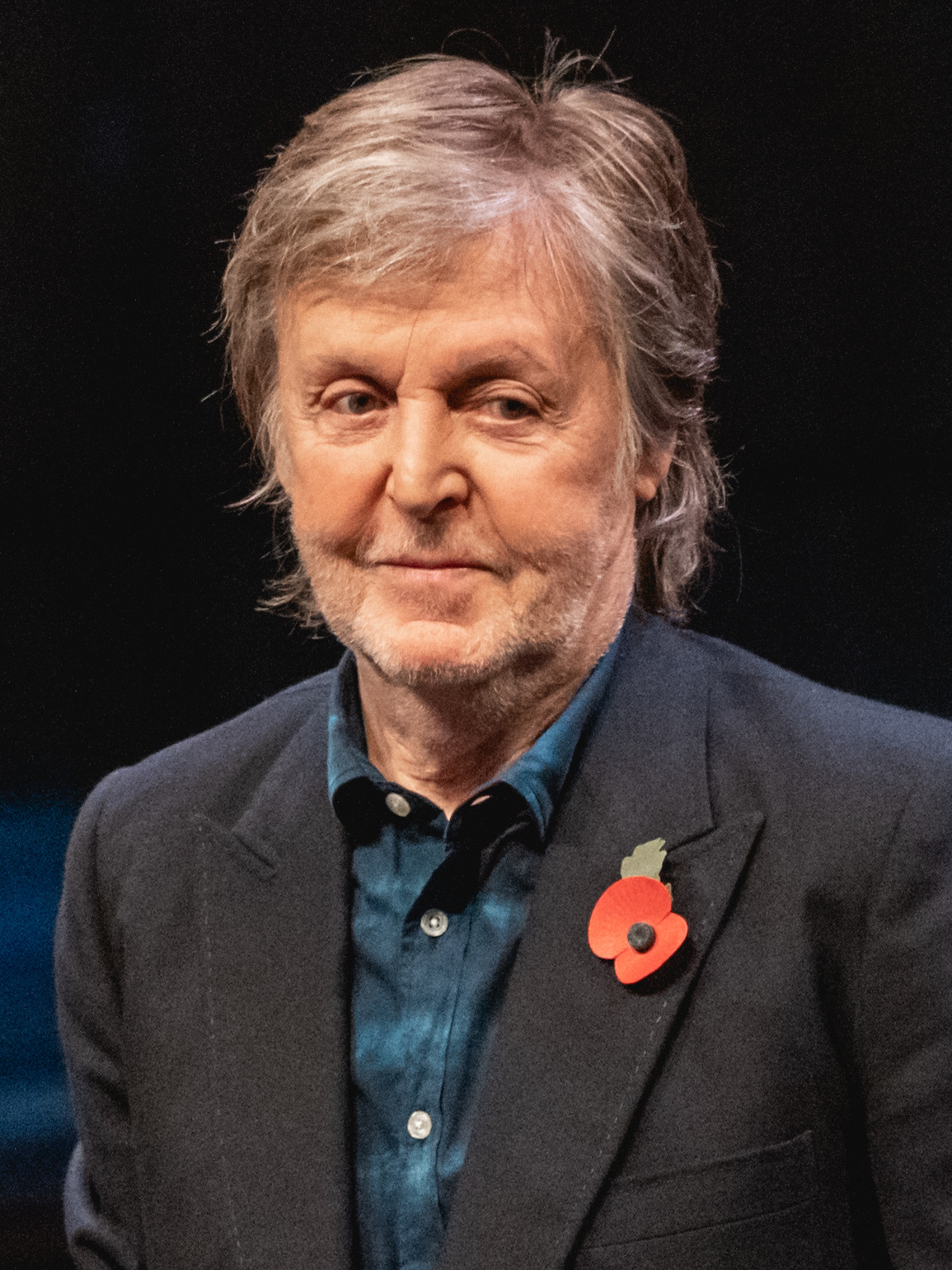
Paul McCartney, 2021

McCartney III Imagined ist ein Album, das aus Neuinterpretationen, Remixen und Coverversionen von Liedern des Albums McCartney III besteht. Die neuen Versionen wurden von Freunden und Bekannten von McCartney hergestellt.
Das Album erschien am 23. Juli 2021 als CD sowie auf schwarzem Vinyl limitiert auf rotem, goldenem, hell und dunkel grünem, silbernem, blauem, rosa und gesprenkeltem Vinyl veröffentlicht werden. Bei den Vinylalben handelt es sich jeweils um Doppelalben.
Paul McCartney sagte zu dem Projekt: „Ich denke, es ist eine wirklich interessante Idee. Normalerweise, wenn du Musik machst, träumst du dir nicht die Idee aus, dass jemand anderes deine Sachen covert – du wartest nur, um zu sehen, ob es passiert. Aber es ist irgendwie schön, wenn man es tatsächlich als Projekt zusammenstellt und zu den Leuten sagt: ‚Willst du das tun?‘“

## Covergestaltung
Wie bei dem Cover von McCartney III wurde auch das Cover von McCartney III Imagined von Ed Ruscha gestaltet. Das gezeichnete Cover zeigt einen stehenden sechsseitigen Spielwürfel, der linksseitig einen Schatten wirft. Der Würfel ist so gezeichnet, dass die Augenzahlen drei, eins und fünf zu erkennen sind. Die Unterschrift des Künstlers ist rechts unten zu sehen. Die CD-Version des Albums hat ein aufklappbares Pappcover und enthält ein dreifach-aufklappbares Begleitblatt, das Informationen zu den einzelnen Liedern sowie drei Fotos von McCartney und zwölf Fotos von verschieden farbigen Würfeln enthält. Das Vinyl-Doppelalbum hat kein Klappcover und enthält ebenfalls ein Begleitblatt. Die bunten Vinyl-Doppelalbum-Ausgaben haben ein Klappcover und ein anderes Coverdesign, das dem Coverdesign des Albums McCartney III teilweise nachempfunden ist. Die Innenseiten des Klappcovers zeigen 20 Fotos.

## Titelliste

### Digitale Version
1. Find my Way (featuring Beck) – 4:53
2. The Kiss of Venus (Dominic Fike Version) – 2:23
3. Pretty Boys (featuring Khruangbin) – 5:48
4. Woman and Wives (St. Vincent Remix) – 3:00
5. Deep Down (Blood Orange Remix) – 4:24
6. Seize of the Day (featuring Phoebe Bridgers) – 3:29
7. Slidin'  (EOB Remix) – 2:39
8. Long Tailed Winter Bird (Damon Albarn Remix) – 4:10
9. Lavatory Lil (Josh Homme Version) – 2:53
10. Winter Bird / When Winter comes (Anderson .Paak Remix) – 2:21
11. Deep Deep Feeling (3D RDN Remix) – 11:23

### CD Version-Bonustrack
1. Long Tailed Winter Bird (Idris Elba Remix) – 2:44

### Vinyl-Langspielplatte
| Seite 1 1. Find my Way (featuring Beck) 2. The Kiss of Venus (Dominic Fike Version) 3. Pretty Boys (featuring Khruangbin) | Seite 2 1. Woman and Wives (St. Vincent Remix) 2. Deep Down (Blood Orange Remix) 3. Seize of the Day (featuring Phoebe Bridgers) |

| Seite 3 1. Slidin' (EOB Remix) 2. Long Tailed Winter Bird (Damon Albarn Remix) 3. Lavatory Lil (Josh Homme Version) 4. Winter Bird / When Winter comes (Anderson .Paak Remix) | Seite 4 1. Deep Deep Feeling (3D RDN Remix) 2. Long Tailed Winter Bird (Idris Elba Remix) |

## Single-Auskopplungen

### The Kiss of Venus
Am 11. März 2021 wurde die Neuinterpretation des Liedes The Kiss of Venus von Dominic Fike als digitale Single veröffentlicht. In den Niederlanden wurde eine Promotion-CD veröffentlicht.

### Find My Way
Am 25. März 2021 erschien Find my Way featuring Beck als zweite digitale Single.

### Slidin'
Am 7. April 2021 erschien Slidin'  (EOB Remix) als dritte digitale Single.

## Musikvideos
Für die Single The Kiss of Venus wurde mit Dominic Fike ein Musikvideo gedreht.
Für die Single Find my Way wurde ein Video hergestellt, das Paul McCartney als „jungen“ Mann darstellt. Das Video wurde von Andrew Donoho inszeniert, von Phil Tayag choreografiert und von der Firma Hyperreal Digital koproduziert, die sich „auf die Erstellung hyperrealistischer digitaler Avatare spezialisiert hat“.
Für die Singles Find my Way und Slidin'  wurden zusätzlich einfache animierte Videos hergestellt.

## Chartplatzierungen
| ChartsChartplatzierungen       | Höchstplatzierung | Wochen |
| ------------------------------ | ----------------- | ------ |
| Vereinigte Staaten (Billboard) | 19 (1 Wo.)        | 1      |
| Vereinigtes Königreich (OCC)   | 13 (1 Wo.)        | 1      |

- In Deutschland platzierte sich McCartney III Imagined am 30. Juli 2021 auf Platz 3, wurde aber als Album McCartney III geführt.[15]
- In der Schweiz platzierte sich McCartney III Imagined am 1. August 2021 auf Platz 12, wurde aber als Album McCartney III geführt.[16]
- In der Österreich platzierte sich McCartney III Imagined am 6. August 2021 auf Platz 38, wurde aber als Album McCartney III geführt.[17]